# Лінії Лангера
Лінії Лангера, лінії натягу шкіри Лангера, або лінії шкірного натягу — це топологічні лінії, нанесені на карту людського тіла. Вони паралельні природному розташуванню колагенових волокон у дермі і, як правило, паралельні м’язовим волокнам, що лежать нижче. Лінії Лангера мають важливе значення у криміналістиці і в розвитку хірургії.

## Історія відкриття
Лінії вперше виявив у 1861 році австрійський анатом Карл Лангер (1819–1887), хоча він називав хірурга барона Дюпюїтрена першим, хто помітив це явище. Лангер робив численні проколи на невеликій відстані один від одного на шкірі трупа під прямим кутом за допомогою гострого шипа конусоподібної форми. Він помітив, що отримані проколи на шкірі мали еліпсоїдну форму. Під час тестування на серії трупів він спостерігав закономірності і зміг визначити «напрямки ліній» за довшими сторонами еліпсоїдних проколів і ліній.

## Застосування
Знання напрямку ліній Лангера на певній ділянці шкіри є важливим для хірургічних операцій, особливо для пластичної хірургії. Якщо хірург має вибір, де і в якому напрямку робити розріз, він, скоріш за все, вибере розріз у напрямку ліній Лангера. Розрізи, зроблені паралельно лініям Лангера, загоюються краще та залишають менше рубців, ніж ті, що зроблені під кутом. І навпаки, розрізи, перпендикулярні лініям Лангера, мають схильність зморщуватися і залишатися помітними, хоча іноді цього не уникнути. Розташування різаних ран щодо ліній Лангера може мати значний вплив на зовнішній вигляд рани.
Лінії Лангера охоплюють лінії статичного натягу молочної залози, які є орієнтиром для хірургічних розрізів на молочній залозі.
Келоїди частіше виникають, коли розріз робиться за лініями Лангера. Іноді точний напрямок колагенових волокон невідомий, оскільки в деяких ділянках тіла існують відмінності між різними людьми. Також, лінії, описані Крайслом, дещо відрізняються від ліній Лангера, особливо на обличчі.

## Альтернативи
Інші дослідники створили топологічні карти шкіри. Лінії Крайссла відрізняються від ліній Лангера тим, що лінії Лангера визначалися на трупах, лінії Крайссла — на живих людях. Також метод, що використовувався для виявлення ліній Крайссла, не був травматичний.